# Mormyrus tapirus
Mormyrus tapirus es una especie de pez elefante eléctrico perteneciente al género Mormyrus en la familia Mormyridae presente en varias cuencas hidrográficas de África, entre ellas los presentes en sectores costeros de los ríos Cross y Ntem, además del Bajo Guinea. Es nativa de Camerún, Guinea, Liberia y Sierra Leona; y puede alcanzar un tamaño aproximado de 43,0 cm.

## Estado de conservación
Respecto al estado de conservación, se puede indicar que de acuerdo a la IUCN, esta especie puede catalogarse en la categoría «Preocupación menor (LC)».